# Jack Doohan
Jack Doohan, né le 20 janvier 2003 à Gold Coast, est un pilote automobile australien.
Membre de l'Alpine Academy depuis 2022, il est titularisé en Formule 1 pour la saison 2025 par Alpine F1 Team, avant d'être d'être rétrogradé au poste de pilote de réserve après six Grand Prix.

## Biographie
Fils de Mick Doohan, quintuple champion du monde de vitesse moto 500 cm3, Jack Doohan souhaite d'abord suivre les traces de son père en s'essayant au sport moto. Un accident de moto à l'âge de 5 ans, où il se casse la jambe, finit par l'en dissuader, ce qui le motive alors à se tourner vers la monoplace,.

### 2018: débuts en monoplace en Formule 4

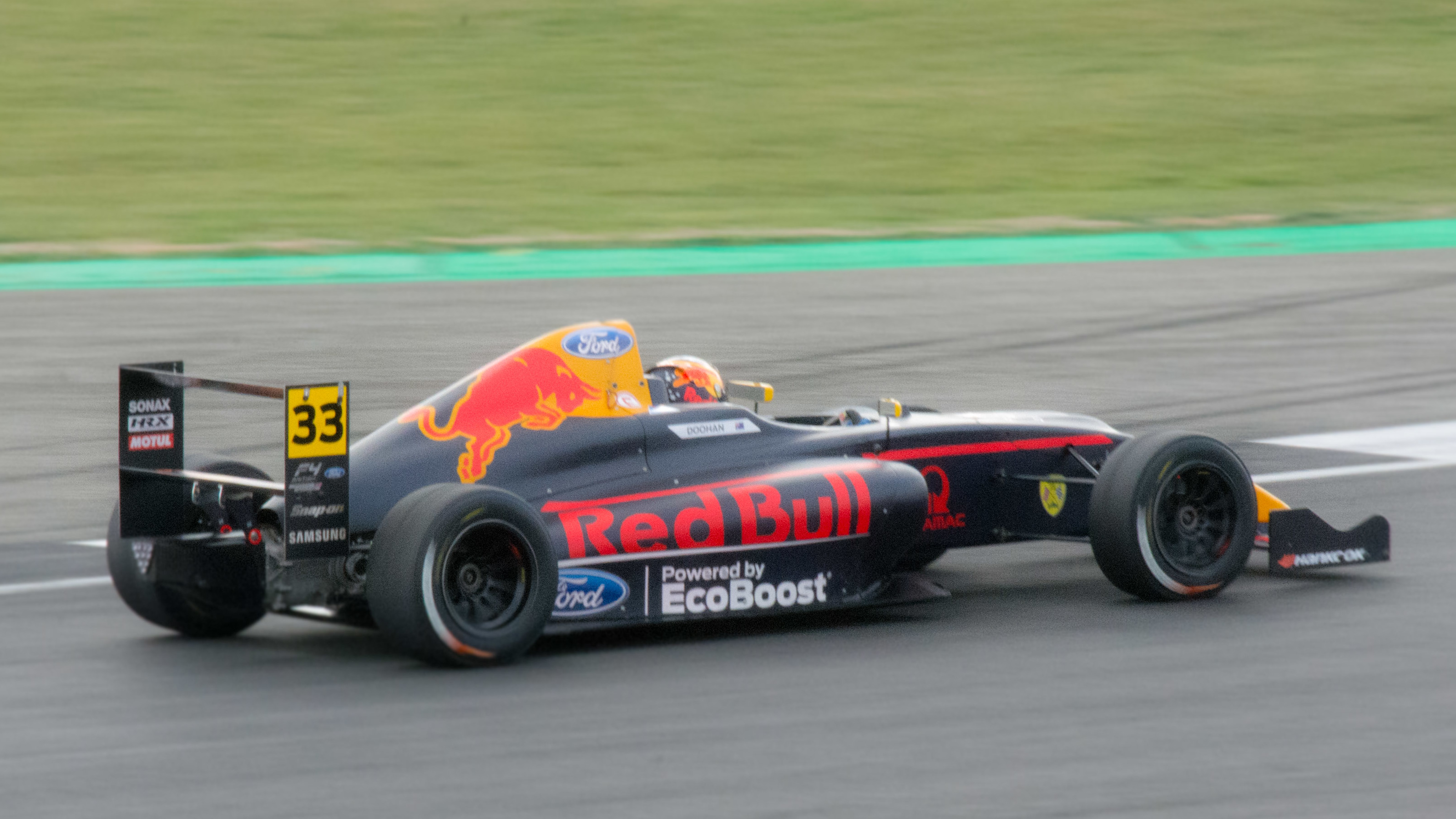
Jack Doohan en Formule 4 britannique en 2018

En 2018, Doohan fait ses débuts en monoplace avec l'équipe Arden International en championnat de Grande-Bretagne de Formule 4. Il récolte trois victoires, sept meilleur tours et monte douze fois sur le podium. Il se classe finalement cinquième du championnat avec 328 points marqués.
Parallèlement, il s'engage en Formule 4 allemande avec Prema Powerteam, mais ne dispute que la moitié de la saison. Il termine douzième du championnat avec 35 points. Il prend aussi part à la Formule 4 italienne où il dispute six courses, mais n'inscrit que neuf points et se classe vingtième du championnat. Durant l'hiver, il participe aussi au championnat MRF Challenge où il monte deux fois sur le podium, Il se classe neuvième avec 50 points.

### 2019-2020: poursuite en Formule 3 asiatique
En 2019, l'Australien s'engage en Formule 3 asiatique avec l'écurie Hitech Racing. Il remporte cinq victoires, une pole-position, cinq meilleurs tours et monte treize fois sur le podium. Il termine vice-champion avec 276 points. Il dispute aussi trois courses dans la série hivernale, monte deux fois sur le podium mais, étant inéligible aux points, il n'est pas classé. Il s'engage également en Euroformula Open avec l'écurie Double R Racing,. Il monte deux fois sur le podium et termine onzième avec 79 points.
En 2020, toujours en Formule 3 asiatique, Doohan change d'écurie et passe chez Pinnacle Motorsport. Il remporte six autres victoires, quatre pole-positions, cinq meilleurs tours et monte dix fois sur le podium. Il termine à nouveau vice-champion avec 229 points.

### 2020-2021: passage en Formule 3 FIA

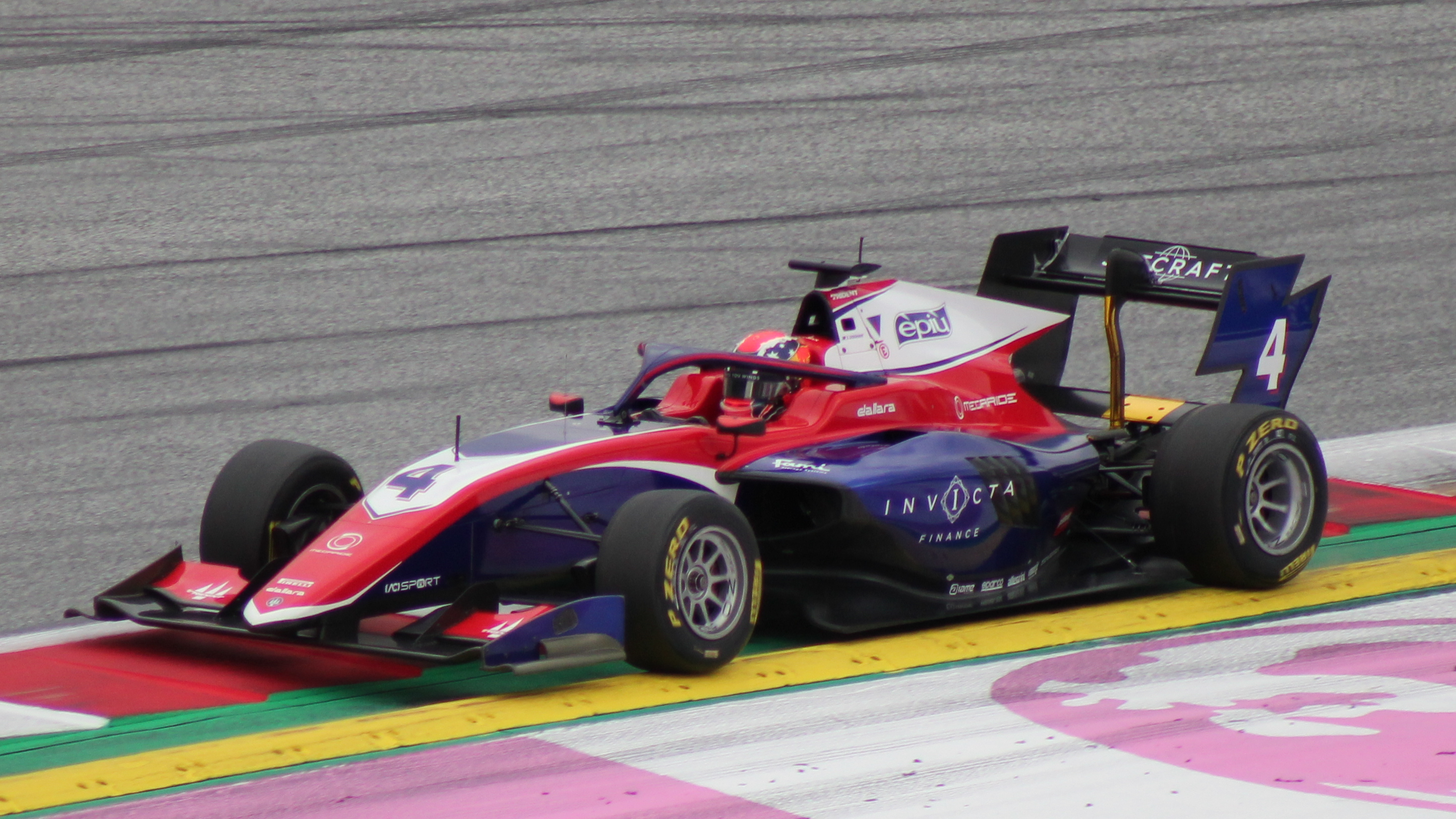
Jack Doohan sur le Red Bull Ring en Formule 3 FIA en 2021.

En 2020, alors âgé de 17 ans, Doohan rejoint la Formule 3 FIA avec l'écurie HWA Racelab, aux côtés de Jake Hughes et d'Enzo Fittipaldi, membre de la Ferrari Driver Academy. Il ne marque cependant aucun point pendant toute la saison, ne réalisant qu'une onzième place pour meilleur résultat lors de la dernière manche disputée au Mugello. Il ne se classe que vingt-sixième du championnat des pilotes.
Pour la saison 2021, Doohan signe chez Trident pour s'associer à Clément Novalak et David Schumacher. Il commence sa saison en force avec une deuxième place dans la course principale de Barcelone et remporte sa première victoire lors de la course principale de l'épreuve du Castellet, après avoir dépassé Dennis Hauger dans le dernier tour. Lors de l'ultime course de la saison disputée à Sotchi, il refuse d'obéir à la consigne de son équipe lui demandant de laisser la victoire à Novalak, ce qui lui ajoute une quatrième victoire à son compteur. L'écurie remporte le championnat des équipes face à Prema. Doohan termine la saison vice-champion avec 179 points.

### 2021-2023: Formule 2

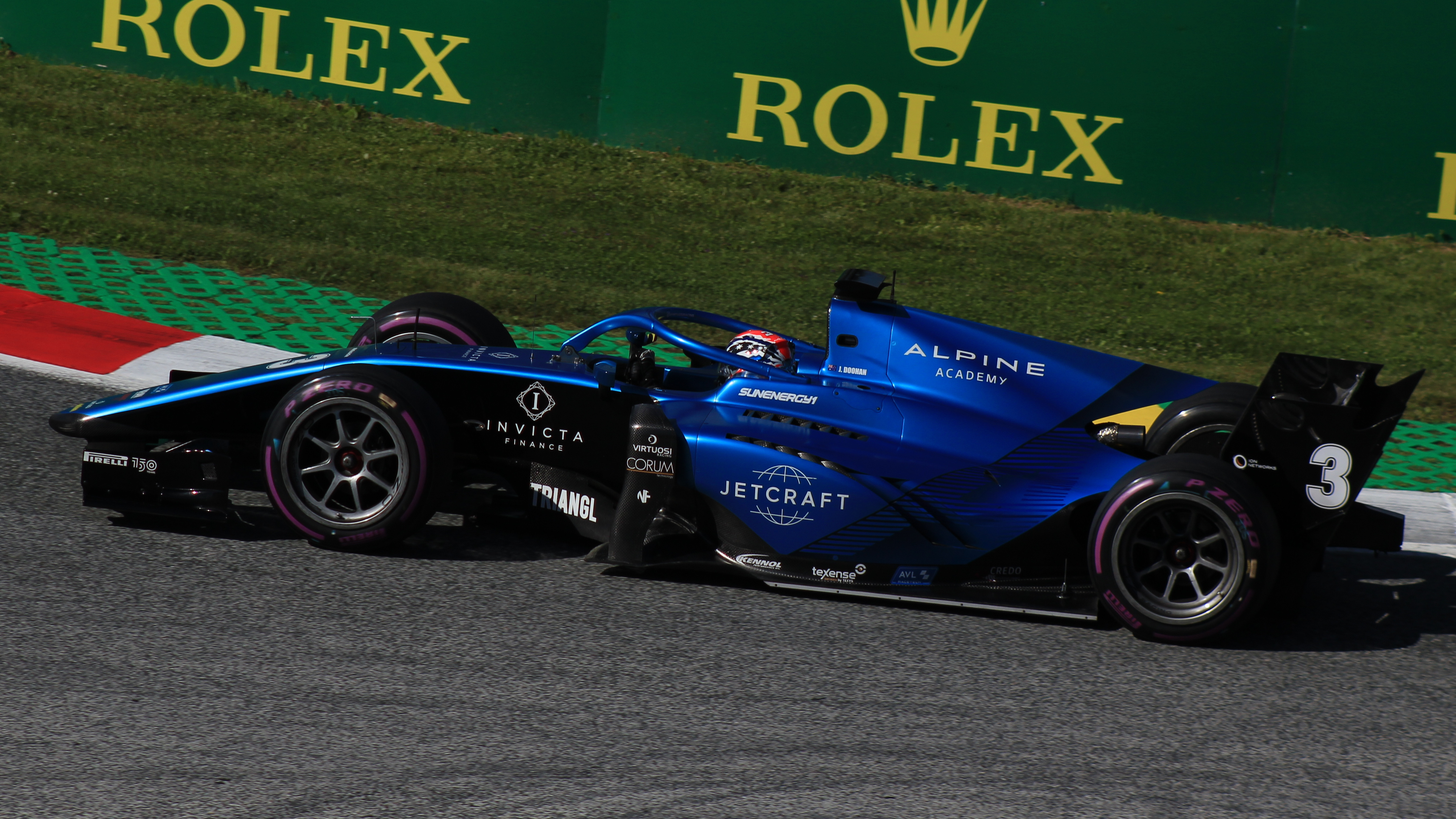
Jack Doohan sur le Red Bull Ring en Formule 2 en 2022.

En décembre, Doohan rejoint MP Motorsport pour disputer les deux dernières manches de la saison 2021 de Formule 2. Il réalise son meilleur résultat avec une cinquième place lors de la deuxième course de la manche de Djeddah et se classe dix-neuvième du championnat avec 7 points.
Le 13 décembre 2021, après avoir participé aux essais d'après saison, il annonce qu'il rejoint l'écurie Virtuosi Racing, aux côtés du japonais Marino Sato pour la saison 2022,. Il termine sixième du championnat avec 3 victoires, 3 pole positions, 6 podiums et 128 points. L'Australien prend également part à ses premières séances d'essais libres en Formule 1 avec Alpine F1 Team au Mexique et à Abu Dhabi, dont il a intégré l'académie en début de saison.
Doohan reste chez Virtuosi Racing en 2023, étant cette fois associé à Amaury Cordeel. Il termine troisième du championnat avec 3 victoires, 2 pole positions, 5 podiums et 168 points. 

### 2024: débuts en Formule 1 avec Alpine F1 Team
Doohan est nommé pilote de réserve d'Alpine F1 Team pour la saison 2024. Il participe également à la première séance d'essais libres du Grand Prix du Canada et du Grand Prix de Grande-Bretagne,.
Le 23 août 2024, l'écurie officialise sa titularisation pour la saison 2025 aux côtés de Pierre Gasly. Peu après le Grand Prix du Qatar, Alpine annonce sa titularisation dès le Grand Prix d'Abou Dabi en remplacement d'Esteban Ocon, remercié par l'écurie.

### 2025: courte titularisation chez Alpine
En 2025, Jack Doohan est titularisé par Alpine pour la saison 2025 de Formule 1. Après des résultats mitigés lors des six premiers Grand Prix de la saison, l'Argentin Franco Colapinto le remplace à partir du Grand Prix d'Émilie-Romagne pour au moins cinq courses. L'Australien retrouve alors le poste de pilote de réserve de l'équipe.

## Carrière

### Résultats en monoplace
| Saison    | Championnat                     | Écurie                   | Courses | Victoires | Pole positions | Meilleurs tours | Podiums | Points | Classement |
| --------- | ------------------------------- | ------------------------ | ------- | --------- | -------------- | --------------- | ------- | ------ | ---------- |
| 2018      | Formule 4 britannique           | Arden Junior Racing Team | 30      | 3         | 0              | 7               | 12      | 328    | 5e         |
| 2018      | ADAC Formula 4                  | Prema Racing             | 8       | 0         | 0              | 1               | 0       | 35     | 12e        |
| 2018      | Formule 4 italienne             | Prema Racing             | 6       | 0         | 0              | 0               | 0       | 9      | 20e        |
| 2018–2019 | MRF Challenge Formula 2000      | MRF Racing               | 5       | 0         | 0              | 0               | 2       | 50     | 9e         |
| 2019      | Championnat d'Asie de Formule 3 | Hitech Grand Prix        | 15      | 5         | 1              | 5               | 13      | 276    | 2e         |
| 2019      | Euroformula Open                | Double R Racing          | 16      | 0         | 0              | 0               | 2       | 79     | 11e        |
| 2019      | F3 Asian Winter Series          | Hitech Grand Prix        | 3       | 0         | 0              | 0               | 2       | 0†     | N.C        |
| 2019-2020 | Championnat d'Asie de Formule 3 | Pinnacle Motorsport      | 15      | 6         | 4              | 5               | 10      | 229    | 2e         |
| 2020      | Formule 3 FIA                   | HWA Racelab              | 18      | 0         | 0              | 0               | 0       | 0      | 28e        |
| 2021      | Formule 3 FIA                   | Trident Racing           | 20      | 4         | 2              | 1               | 7       | 179    | 2e         |
| 2021      | Formule 2                       | MP Motorsport            | 6       | 0         | 0              | 0               | 0       | 7      | 19e        |
| 2022      | Formule 2                       | Virtuosi Racing          | 28      | 3         | 3              | 4               | 6       | 128    | 6e         |
| 2023      | Formule 2                       | Virtuosi Racing          | 26      | 3         | 2              | 3               | 5       | 168    | 3e         |

† Doohan étant un pilote invité, il était inéligible pour marquer des points.

### Résultats en championnat du monde de Formule 1
| Saison | Écurie             | Châssis | Moteur                   | Pneus   | GP disputés | Pole positions | Victoires | Podiums | Meilleurs tours | Dans les points | Abandons | Points inscrits | Classement |
| ------ | ------------------ | ------- | ------------------------ | ------- | ----------- | -------------- | --------- | ------- | --------------- | --------------- | -------- | --------------- | ---------- |
| 2024   | BWT Alpine F1 Team | A524    | Renault V6 turbo hybride | Pirelli | 1           | 0              | 0         | 0       | 0               | 0               | 0        | 0               | 24e        |
| 2025   | BWT Alpine F1 Team | A525    | Renault V6 turbo hybride | Pirelli | 6           | 0              | 0         | 0       | 0               | 0               | 2        | 0               | {{}}       |
|        | Total              |         |                          |         | 7           | 0              | 0         | 0       | 0               | 0               | 2        | 0               |            |

| Saison        | Écurie             | Châssis     | Moteur                               | Pneus | 1        | 2       | 3       | 4       | 5       | 6        | 7   | 8   | 9   | 10  | 11  | 12  | 13  | 14  | 15  | 16  | 17  | 18  | 19  | 20  | 21  | 22  | 23  | 24      | Classement | Points inscrits |
| ------------- | ------------------ | ----------- | ------------------------------------ | ----- | -------- | ------- | ------- | ------- | ------- | -------- | --- | --- | --- | --- | --- | --- | --- | --- | --- | --- | --- | --- | --- | --- | --- | --- | --- | ------- | ---------- | --------------- |
| 2024          | BWT Alpine F1 Team | Alpine A524 | Renault V6 turbo hybride E-Tech RE24 | P     | BAH      | ARA     | AUS     | JAP     | CHN     | MIA      | EMI | MON | CAN | ESP | AUT | GBR | HON | BEL | P-B | ITA | AZE | SIN | USA | MEX | BRE | LVE | QAT | ABU 15e | 24e        | 0               |
| 2025          | BWT Alpine F1 Team | Alpine A525 | Renault V6 turbo hybride             | P     | AUS Abd. | CHN 13e | JAP 15e | BAH 14e | ARA 17e | MIA Abd. | EMI | MON | ESP | CAN | AUT | GBR | BEL | HON | P-B | ITA | AZE | SIN | USA | MEX | BRE | LVE | QAT | ABU     | {{}}       | 0               |
| Légende : ici |                    |             |                                      |       |          |         |         |         |         |          |     |     |     |     |     |     |     |     |     |     |     |     |     |     |     |     |     |         |            |                 |